# Andreas von Rétyi
Andreas von Rétyi (ur. 1963 w Monachium) – dziennikarz i autor książek zajmujących się tematyką śledczą, polityczną, społeczną i paranaukową.

## Życiorys
Opublikował on „Projekt ujawnienie”, o tajnych stowarzyszeniach, takich jak Illuminati czy Grupa Bilderberg, oraz o teoriach spiskowych na temat 11 września. Jego książki publikuje wydawnictwo Kopp Verlag, zajmujące się publikowaniem książek z zakresu teorii spiskowych oraz paranauki.
W swojej książce „Zdrowy po raku. Nigdy się nie poddałem” (Kerngesund nach Krebs. Ich habe niemals aufgegeben) Rétyi twierdzi, że w wieku 11 lat walczył z zaawansowanym rakiem kości i płuc. Walkę tę miał wygrać, nie korzystając z ogólnodostępnej medycyny.
Jest członkiem m.in. The Planetary Society i Ancient Astronaut Society.

## Książki
- Imperium Obcych – Tajemnice UFO w Stanach Zjednoczonych (Das Alien Imperium. UFO-Geheimnisse der USA. Neue Dokumente und Augenzeugenberichte aus erster Hand), ISBN 83-86096-39-X[1].
- Nie jesteśmy sami – Sygnały z Kosmosu (Wir sind nich allein! Signale aus dem All), ISBN 83-85732-36-5[2].
- Unzensiert 2012. Was die Massenmedien Ihnen 2011 verschwiegen haben (Ocenzurowane 2012. O czym media głównego nurtu milczały w 2011 roku), Kopp Verlag, 2011 (tylko w języku niemieckim).
- George Soros, Kopp Verlag, 2016 (George Soros. Najniebezpieczniejszy człowiek świata. Biały Kruk, Kraków 2016, ISBN 978-83-7553-217-3).